# B.S. Ingemann
Bernhard Severin Ingemann (født 28. maj 1789 i Torkilstrup, død 24. februar 1862 i Sorø) var en dansk salmedigter og forfatter af historiske romaner. Han er særligt kendt for sine morgen- og aftensange.

## Liv
B.S. Ingemann blev født i Torkildstrup præstegård på Falster i 1789. Han var det yngste af ni børn af den ansete rationalistiske provst Søren Sørensen Ingemann. Han havde en lykkelig og sorgløs barndom i de første ti år af sit liv. Det er nærliggende heri at se en tidlig inspiration til den idyl, der hersker i hans morgen- og aftensange.
Den sorgløse barndom ophørte brat, da faderen døde i 1799. Ingemann fulgte herefter sin mor til Slagelse, hvor hun under vanskelige økonomiske vilkår opretholdt en nogenlunde standsmæssig tilværelse. Han blev student fra Slagelse Latinskole i 1806.
Ingemann begyndte at læse jura ved universitetet i København i 1806, men fik aldrig gjort studiet færdigt. Læsning og egne forsøg med poesi tog al hans tid.
I 1809 døde hans mor, og en række andre dødsfald i den nærmeste familie fik hans tanker til at kredse om døden, og han blev grebet af dystre følelser og tragiske stemninger. Samtidig kredsede hans tanker om hjemmet og freden i en højere tilværelse. Hermed var et centralt tema i hans forfatterskab anslået.
Efter et par år som huslærer i Valby var han 1811-1816 alumne på Valkendorfs Kollegium. Efter en tid uden faste indtægter fik han i 1817 et toårigt rejsestipendium. Gennem Tyskland, Frankrig og Schweiz rejste han til Italien, hvor han opholdt sig et år. Efter hjemkomsten levede han et par år uden en fast stilling.
I 1822 blev han lektor i dansk sprog og litteratur ved Sorø Akademi. Samme år blev han gift med malerinden Lucie Mandix (1792-1868), som bl.a. har malet blomster og en altertavle i Hammer Kirke ved Aalborg. Ægteskabet var langt og harmonisk, men de to fik ingen børn.
Skønt ganske forskellige var Ingemann gennem mange år ven med den seks år ældre N.F.S. Grundtvig, som det ses af deres indbyrdes brevveksling.
Ingemann forblev i Sorø resten af sit liv. I årene 1842-1849 var han forstander for akademiet. Derefter levede han indtil sin død i 1862 som emeritus, idet han kunne blive boende i sin tjenestebolig ved Akademiet. Han blev begravet på Sorø Gamle Kirkegård.

## Forfatterskab

### De første værker
Omkring 1810 udkom Ingemanns første værker. Her er et centralt tema kampen mellem modsatte kræfter: lys og mørke, det gode og det onde. Den jordiske, materielle tilværelse opfattes som ond, og mennesket beherskes af egoisme og dyriske sanser. Først når mennesket ved hjælp af Gudstro, kærlighed og kyskhed kan frigøre sig fra det jordiske og de dæmoniske magter, kan det finde harmoni i den egentlige verden, åndens verden, hos Gud. Den kristne tro bliver den frelsende magt, der kan forædle og løfte mennesket.
Det er nærliggende heri at se en afspejling den krise, han oplevede i sit personlige liv omkring 1810, da døden kom tæt på ham. Undertiden domineres værkerne i denne tidlige periode af rædsel og dysterhed. Hos Ingemann ses således de tidligste eksempler på skrækromantik i dansk litteratur. Et eksempel er hans digt Nattevandrerinden (1813), der blev udbredt som en skillingsvise. Digtets temaer er incest og nekrofili. Det handler om pigen Elina, der hver nat opsøger sin afdøde brors gravsted på kirkegården. Her står broderen op af graven, og de to har elskovsmøder med hinanden. Til sidst suger han livet helt ud af hende, og hun dør.
Et andet eksempel på skrækromantik er fortællingen Niels Dragon (1820). (Se nærmere under Romantikken i den danske litteratur#Romantismen (ca. 1820 – ca. 1850)).

### Historiske romaner
N.F.S. Grundtvig forsøgte at vække ”folkeånden” og skabe samling om de nationale værdier ved hjælp af oldtidens (ca. 750-1050) mytologi. Dette forsøg inspirerede Ingemann til at forsøge at skabe en lignende national vækkelse, blot med middelalderen (ca. 1050-1500) som udgangspunkt. Både Grundtvig og Ingemann var påvirket af romantikkens syn på fortiden: at den var en storhedstid. Begge holdt fortiden op som et spejl for nutiden for at vise, hvordan Danmark ideelt set bør være. Disse tanker lå bag Ingemanns historiske romaner. Her tog han udgangspunkt i de store eksemplariske skikkelser fra Danmarkshistorien: Valdemar den Store, Valdemar Sejr, Erik Menved, m.fl. De historiske romaner beskriver de danske kongers heltegerninger, og de udtrykker de idealer, som nationalromantikken hylder: fædrelandskærlighed, mod og pligtfølelse. Romanerne bæres af en totalidé: skildringen af Danmarks storhed, fald og genrejsning, alt sammen set i lyset af den kristne tro og riddertidens etiske idealer.
De historiske romaner omfatter: Valdemar Seier (1826), Erik Menveds barndom (1828), Kong Erik og de fredløse (1833) og Prins Otto af Danmark (1835). I den første, Valdemar Seier, skildres Valdemars splittede sind, hans indre kamp mellem dæmoniske og ideale kræfter. Den blide dronning Dagmar styrker ham i fromhed og ydmyghed. Den smukke Berengaria, som bliver dronning efter Dagmars død, vækker derimod de dæmoniske kræfter i hans sind. Hans fromhed viger for selvrådighed, overmod, hævntørst og magtsyge. Men han ydmyges af skæbnen, fordi han har glemt, hvad han skylder Gud. Han lider nederlag i slaget ved Bornhöved, og han erkender, at hans skæbne er Guds retfærdige straf for hans mangel på fromhed og ydmyghed. Han ender med at blive retfærdighedens vogter og Danmarks lovgiver.
Romanerne er præget af en sort-hvid karaktertegning, og de er spændende og letlæselige. Den livlige handling og den nationale holdning slog an i befolkningen, og de kom til at spille en stor rolle i den nationalromantiske vækkelse, der gik gennem landet i forbindelse med treårskrigen (1848-1850).
Ingemanns historiske romaner var meget udbredt gennem flere generationer, helt op i 1900-tallet. I dag læses de dog ikke længere bredt. De har ikke, som H.C. Andersens eventyr, modstået tidens tand.

### Digte og sange
Grundtvig kunne være [en gåde], svingende i sin mani fra en glasklar dag til en sort schizofren nat. [...] Men ikke Ingemann - han holdt altid sit beat, sit mantra. Trodsigt og stædigt - med mildhedens mægtige mod - pegede han ustandselig på de eneste virkelige værdier: Naturen. Det levende.
I tilslutning til de historiske romaner skrev Ingemann digtkredsen Holger Danske (1837). Allerede tidligt i sit forfatterskab havde han udvist en interesse for sagnhelten Holger Danske, som vil vågne op og hjælpe, når Danmark kommer i nød, således som det er beskrevet i de gamle folkesagn. I digtkredsen beskrives Danmarks fødsel, fremgang, fald og genopvækkelse, idet Holger Danske er den centrale skikkelse. I Holger Danske-skikkelsen har Ingemann forsøgt at personificere den danske folkeånd. Fra denne digtkreds stammer sangen I alle de riger og lande.
Herudover skrev han sange som Tit er jeg glad, Vift stolt på Kodans bølge, På Sjølunds fagre sletter, I sne står urt og busk i skjul, Stork! stork! langeben! og Storken sidder på bondens tag. I den sidste ses en enkel glæde ved det længe ventede forårs komme:
”Storken sidder på bondens tag,
han ser over mark og enge.
Det bliver så dejlig en forårsdag;
nu kommer den fagre tid, jeg vented´ så længe.” (fagre: skønne)

### Salmer
Ingemanns første store samling af salmer er Høimesse-Psalmer til Kirkeaarets Helligdage (1825), der rummede salmer til alle kirkeårets søndage og til alle helligdage. Grundtvig anmeldte den begejstret i Theologisk Maandesskrift samme år. I dag er Ingemann dog mest kendt for sine Morgensange for Børn (fra 1837) og Syv Aftensange (fra 1838). Her fandt han tilbage til den harmoni og idyl, der kendetegnede hans tidlige barndom. Der mærkes ikke noget til de stærke spændinger, der kendetegnede hans tidlige forfatterskab og de historiske romaner. Morgen- og aftensangene er kristelig biedermeier.
Blandt morgensangene kan nævnes Nu titte til hinanden de favre blomster små, Nu vågne alle Gud fugle små, I østen stiger solen op, Lysets engel går med glans og Gud ske tak og lov. Blandt aftensangene kan nævnes: Der står et slot i Vesterled, Dagen går med raske fjed, Til vor lille gerning ud og Bliv hos os, når dagen hælder.
Morgen- og aftensangene er enkle og naturlige. De er forståelige for børn og virker bevægende på voksne. Sangene fremstiller et univers, der er trygt og fortroligt: Fra sin himmel smiler den kære Gud og skaber ned til jorden med sin stjernehær. Hans kærlighed omfatter alle, den mindste orm og markens lilje, svalen på kirketaget og barnet i vuggen. Alle jordens skabninger vågner til liv om morgenen: de favre blomster, de muntre fugle og jordens børn, ja selv den langsomste af dem alle: sneglen med hus på ryg. Hver morgen udsender Gud sin lysengel og lader solen skinne på store og små, rig og fattig, drot og tigger. Han glemmer ingen sjæl. Der er en barnlig from fortrøstning til Guds omsorg for alle skabninger i disse sange.
Der er i selve teksterne en musikalitet, der gør det let at sætte musik til dem. Det blev komponisten C.E.F. Weyse, der satte musik til morgen- og aftensangene.
I modsætning til de historiske romaner har morgen- og aftensangene modstået tiden tand. De har nydt en enestående popularitet, som har varet indtil vores tid.
Blandt andre salmer kan nævnes Den store mester kommer (1841), Lyksalig, lyksalig hver sjæl som har fred (1841) og Til himlene rækker din miskundhed, Gud (1845). Ingen af disse salmer nævner Jesus. Ingemann var ikke, som Grundtvig, bundet til de kristne dogmer. For eksempel benægtede han kødets opstandelse. Det er sjælen og dens inderlige forhold til Gud, der er i centrum i salmerne.
Ingemanns julesalmer er blandt hans mest elskede: Julen har bragt velsignet bud (1839), Glade jul, dejlige jul (1850), Dejlig er jorden (1850). De har en enkel, varm og menneskelig tone: ”Det barn, som sig glæder fromt og kønt, skal aldrig den glæde miste.” (Fra Julen har bragt velsignet bud). I julesalmerne ses Ingemanns særlige evne til at skabe julestemning med sine ord: "Himmerigs konge blandt os bor,/ han juleglæden os bringer;/han favner hver barnesjæl på jord/og lover os englevinger."

### Andre udgivelser
Blandt Ingemanns øvrige udgivelser kan følgende nævnes:
Levnedsbog. Bind 1-2. Ufuldendt. Udkom i 1862, efter hans død.
Tilbageblik på mit liv og min forfattervirksomhed 1811-1837. Udkom i 1863.
Grundtvig og Ingemann. Brevveksling. 1821-1859. Udgivet og indledt af Svend Grundtvig. Udkom i 1882.

## Anerkendelser
B.S. Ingemann blev etatsråd i 1845 og konferensråd i 1857. Han blev Ridder af Dannebrog i 1828, Dannebrogsmand i 1840 og Kommandør af Dannebrog i 1855.
Han modtog et guldhorn på sin 70-års fødselsdag som en gave fra danske kvinder. Hornet blev stjålet fra museet på Frederiksborg i 1970. I 2010 dukkede det op på en auktion i Holland.